# Ermita de Sant Gil

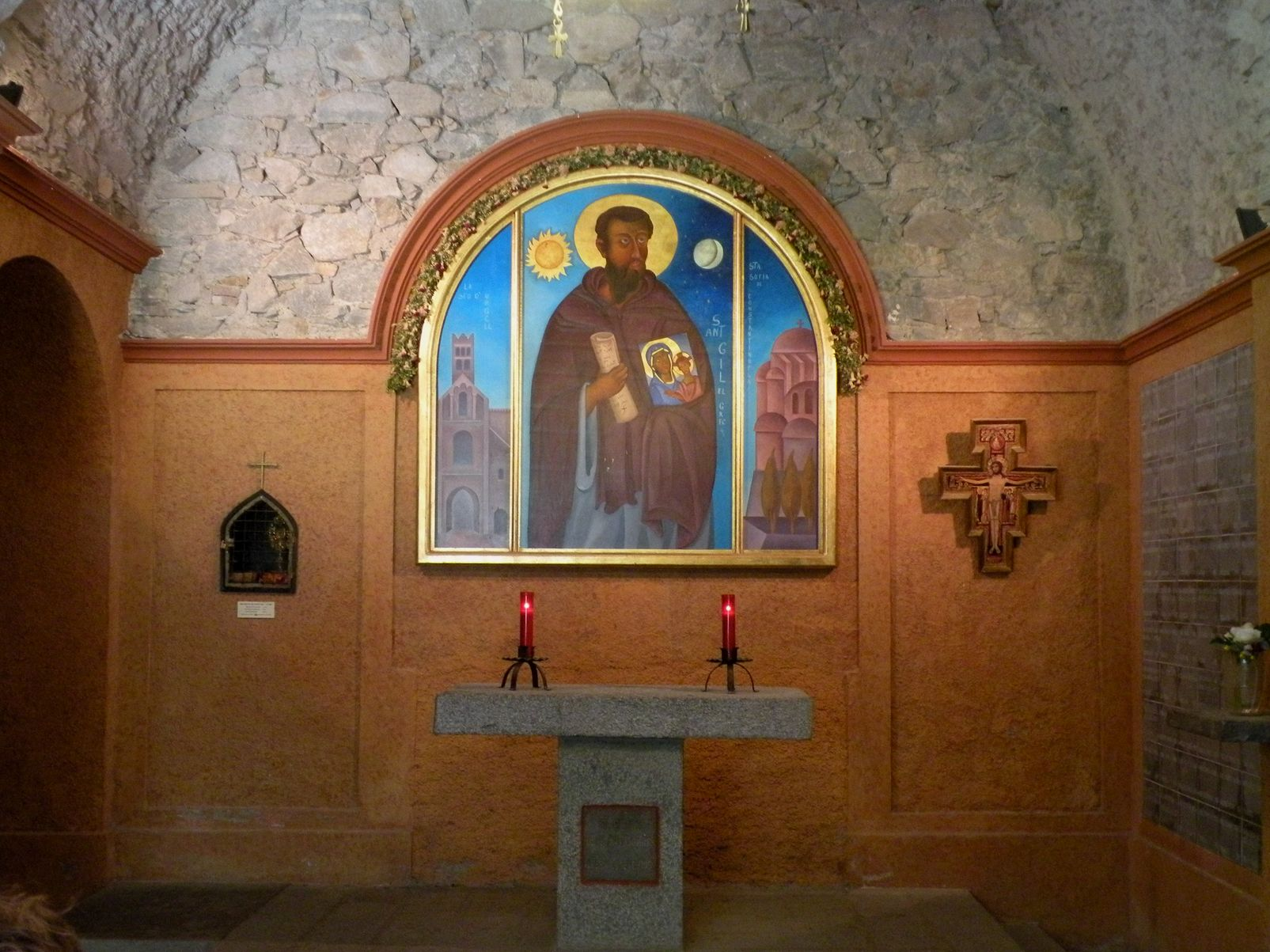
Interior de l'ermita

Sant Gil és una ermita dedicada a sant Gil l'Eremita, que es troba al santuari de Núria, en la vall de Núria.

## Descripció
A l'interior es troba una icona de Sant Gil, obra de F. Roca Bon. També es troben, folrant les parets, les anomenades "rajoles de les Núries", ofrenes votives de les persones que es diuen Núria.
Els vitralls dels tres òculs de la façana representen l'olla, la campana i la creu, els objectes relacionats amb Sant Gil que han esdevingut símbols de Núria.
Al seu costat es troba, també, una font dedicada al Dr. Pere Tarrés.

## Història
Segons la tradició, es va construir l'any 1615 al lloc on va ser trobada la imatge de la Mare de Déu, en record de l'estada de sant Gil a la Vall de Núria al voltant de l'any 700.
Als inicis de la guerra civil molts símbols eclesiàstics van ser destruïts, entre ells l’ermita, que va ser cremada i destruïda. El 1951 amb una admirable campanya popular, que va consistir a trametre cartes a totes les persones que es deien Núria per convidar-les a fer una aportació, a pagar un rajola o una pedra que portaria gravat llur nom per a la posteritat. Hi va col·laborar tothom, fins i tot els mitjans de comunicació de masses. Amb la recuperació de la capella de Sant Gil, Núria retrobava un dels espais que formaven part del seu paisatge simbòlic i mític.
El 1999 se’n feu l'última restauració. Arran d'aquestes restauracions, es van incorporar la porta adovellada i la reixa de l'antiga església del santuari de Núria, l'anterior a l'actual.
Cada 1 de setembre, l'ermita de sant Gil és al centre de la celebració de la festa d'aquest sant, presidida pel Bisbe d'Urgell.